# System Management Bus
SMBus (Bus de Administración del Sistema) es un subconjunto del protocolo I²C.
Todas las placas bases modernas tienen un bus SMBus al que se conectan la mayor parte de los chips de monitorización del sistema. Estos chips sirven para medir temperaturas de componentes, velocidad de ventiladores, voltajes, etc. Toda clase de información sobre hardware.

## Funcionamiento
La especificación se refiere a tres tipos de dispositivos:
- Slave: es un dispositivo que está recibiendo datos o respondiendo a una orden.
- Master: es un dispositivo que envía órdenes, genera la señal de reloj y finaliza la transferencia.
- Host: es un dispositivo master especializado que proporciona la interfaz principal con la CPU del sistema.

En varios de los chipsets de Intel la interfaz con el SMBus se encuentra en el puente sur. Este circuito integrado puede actuar
como host lo que permite a la CPU comunicarse con dispositivos slave. También puede funcionar como slave para que
dispositivos master externos puedan activar eventos relacionados con la gestión de energía. Para ello incorpora tres patillas:
SMBALERT#, SMBCLK, SMBDATA (estas dos son del bus I2C directamente).
Es un bus multimaster, o sea, que se pueden conectar varios dispositivos al bus y cada uno de ellos puede actuar como master
iniciando una transferencia con dispositivos slave. Si más de un dispositivo simultáneamente intenta obtener el control del bus,
posee un procedimiento para decidir cual de los maestros tendrá prioridad.
- Datos: Q284024